# Hildur Alvén
Hildur Maria Alvén, född Törnell 4 april 1886 i Haga församling i Göteborg, död 29 maj 1963 i Borlänge, var en svensk socialdemokratisk politiker. 

## Biografi
Alvén, som var dotter till målaren Carl Gustaf Törnell och Hulda Amalia Anell, studerade vid Brunnsviks folkhögskola 1915–1916.
Hon var riksdagsledamot i andra kammaren från 1937, invald i Kopparbergs läns valkrets  (tillfälligt utskott 1937, suppleant i statsutskottet). Hon var ledamot av Domnarvets skolråd 1929, undervisningsnämnden 1932, ledamot av styrelsen för Dalarnas folkhögskola i Fornby 1937.
Hon tillhörde Sveriges socialdemokratiska kvinnoförbund från 1926, Sveriges Godtemplares Ungdomsförbund 1906–1915 och var distriktstemplare i Dalarnas distrikt av IOGT 1932–1937. Hon var ledamot av Kopparbergs läns landstings hälso- och sjukvårdsberedning från 1940 och av Borlänge stadsfullmäktige.